# Lübecker Fastnachtspiele
Die Hansestadt Lübeck gilt als eine der Hauptstätten fastnächtlicher Spieltradition des Mittelalters. Die Lübecker Fastnachtspiele wurden zum größten Teil von einer elitären Bruderschaft – der Zirkelgesellschaft – produziert und hatten häufig eine lehrhafte Ausrichtung.

## Lübecker Fastnachtspieltradition

### Entstehung
Seit der Gründung Mitte des 12. Jahrhunderts entwickelte sich Lübeck zur führenden Handelsmetropole des Ostseeraums. Die Stadt blühte rasch auf, pflegte weitreichende und fruchtbare Handelsbeziehungen und erhielt zahlreiche Rechte und Privilegien wie z. B. die Zollfreiheit. 1226 wurde Lübeck schließlich zur freien Reichsstadt ernannt und war damit unabhängig. Die Entstehung der Lübecker Fastnachtspieltradition steht deutlich im Kontext dieser ökonomischen und politischen Entwicklung. So wurden die Lübecker Fastnachtspiele stark von der Theaterkultur der Niederlande inspiriert, da die Stadt enge Handelskontakte dorthin pflegte.
Der Beginn der Fastnachtspieltradition lässt sich für Lübeck aus Aufzeichnungen für das Jahr 1430 belegen. Aus der Zeit zwischen 1430 und 1539 sind etwa 150 Aufführungen weltlicher Spiele nachweisbar.

### Lübecker Zirkelgesellschaft
Die drei berühmtesten Lübecker Bruderschaften: die Zirkelgesellschaft, gegründet 1379 als religiöse Bruderschaft, die als Juniorenverein mit ihr verbundene Kaufleutekompanie, gegründet um 1450, und die wahrscheinlich nach ihrem Gründer Alf Greverade benannte und ebenfalls um 1450 gegründete Greveradenkompanie, geben in ihren teilweise erhaltenen Administrationsbüchern Auskunft über die Fastnachtsspiele der Stadt. Geplant, verfasst und aufgeführt wurden diese Spiele hauptsächlich von der Zirkelgesellschaft, der damals einflussreichsten Bruderschaft, dominierend in Wirtschaft, Politik und Verwaltung der Hansestadt. Im Jahr 1429 schrieben die Zirkler in ihren Satzungen den Beschluss nieder, sich durch Fastnachtspiele öffentlich zu repräsentieren. Die Kaufleutekompanie veranstaltete zwar auch öffentliche Fastnachtspiele, orientierte sich dabei, wie bei allen geselligen Anlässen, aber immer stark an der Zirkelgesellschaft. Die in Lübeck im Gegensatz zu Nürnberg weniger populären Einkehr- oder Stubenspiele wurden dagegen häufig im Haus der Greveradenkompanie vorgetragen.

### Themen
Bereits im 13. Jahrhundert lässt sich für Lübeck eine Lateinschule nachweisen. Wie Wandmalereien in Lübecker Altstadthäusern der damaligen Zeit zeigen, legten die Patrizierfamilien Wert darauf, das Erbe der höfischen Literatur weiterzutragen und die bildende Kunst zu fördern. Außerdem verfügte Lübeck gerade im 15. Jahrhundert über einen permanenten buchhändlerischen Markt, auf dem sich Drucke sowohl aus dem mittel- und süddeutschen Raum als auch aus den Niederlanden fanden. Das lässt darauf schließen, dass das Bildungsniveau der spätmittelalterlichen Lübecker Oberschicht relativ hoch war. Dieser Umstand beeinflusste auch den Charakter der öffentlich vorgetragenen Fastnachtspiele. Die aufgezeichneten Titel der Lübecker Fastnachtspiele lassen ein breit gefächertes Interesse an den unterschiedlichsten Themen erkennen. Im Gegensatz zum Großteil der Nürnberger Spiele zeigen sie nicht die Tendenz zur ausschließlich ausgelassen derben Unterhaltung. Gerne orientierte man sich an antiken Sagenstoffen, Mythen und klassischer Historie wie z. B. der Trojasage, der Artusepik oder den Abenteuern Alexanders des Großen. Aber auch Bibelepisoden, Fabeln und aktuelle Zeitereignisse, wie 1500 die zwei Wochen zurückliegende Niederlage der Dänen gegen die Dithmarscher, wurden behandelt. Gemeinsam haben die meisten Stücke eine Neigung zur Allegorisierung, die mit einer Exempelstruktur und lehrhafter Ausrichtung einhergeht. Die literarischen und moralischen Lübecker Fastnachtspiele orientierten sich darin an der Fastnachtspieltradition Flanderns. In einigen Spielen wurde der Ernst durch satirische Elemente aufgeheitert. Belegt wird diese Tendenz durch das einzige aus Lübeck erhaltene Stück „Henselin“. Es wurde 1484 von den vier für dieses Jahr bestimmten Fastnachtdichtern, Johann Lüneburg († 1493), dessen noch 1484 verstorbenem Bruder Heinrich Lüneburg, Heinrich Westfal und Hans Witick, unter dem Titel van der rechtverdicheyt zur Aufführung gebracht und in abgewandelter Form zwischen 1497 und 1500 in der Lübecker Mohnkopfoffizin des Hans van Ghetelen mit dem Titel Henselynboek gedruckt (vorhanden im Bestand der Staats- und Universitätsbibliothek Hamburg). Es ist damit das einzige schriftlich überlieferte vorreformatorische Fastnachtspiel aus Lübeck.
Die Handlung des Spiels und die illustrierenden Holzschnitte stellen das Stück in die Tradition der Narrenliteratur. Auch ist eine Tendenz zur Ständedidaxe und Ständesatire zu erkennen; Henselin kann bei seiner Suche nach der rechtverdicheyt die Rechtschaffenheit nicht einmal bei Papst und Kaiser finden, und die armen Bauern haben noch nie etwas von ihr gehört.
Allerdings lässt der Text auch merken, dass seine Verfasser einer patrizischen Brüderschaft angehören. So macht Henselin in seiner Erläuterung zu den unlauteren Praktiken der Reichen und Kaufleute in den Städten (S.X, Z.14ff) deutlich, dass eine derartige Ausbeutung der armen Bevölkerung nur in den Städten der Lombardei vorkomme, nicht aber hier in der eigenen Stadt. Das Stück enthält damit auch einen Seitenhieb auf die lombardischen Konkurrenten im Fernhandel.

### Aufführungspraxis
Da die Organisation, Produktion und Aufführung der Fastnachtspiele in Lübeck der politisch einflussreichen Zirkelgesellschaft und der Kaufleutekompanie oblag, konnten hier die Spiele öffentlich aufgeführt werden und mussten nicht im privaten Raum wie in Nürnberg stattfinden.
Nachdem die von den Schaffern gewählten vastelavende dichter das jeweilige Fastnachtstück geschrieben und die Inszenierung vorbereitet hatten, wurde mit Schaufahrten für das Spiel geworben. An den drei großen Fastnachttagen (Sonntag, Montag und Dienstag) fuhren die Bruderschaften, angeführt von der Zirkelgesellschaft, auf ihren Wagen durch die Stadt, um auf öffentlichen Plätzen, wahrscheinlich dem Lübecker Marktplatz oder auch dem Koberg oder Klingenberg, ihr Fastnachtspiel vorzutragen. Zum Spiel gehörte auch eine Vor- und Nachrede, die vom ältesten Fastnachtsdichter gehalten werden musste. Die Bühne oder borch (Burg) befand sich als so genannte Wagenbühne auf dem Fuhrwerk. Bei dieser Form der Präsentation hatten sich die Zirkler, ähnlich wie bei der moralischen Thematik ihrer Spiele, von der Theaterkultur aus Flandern inspirieren lassen, von wo die Form der Wagenbühne wahrscheinlich importiert wurde. Durch die bewegliche und erhöhte Bühne konnten die Spiele vermutlich besser mit den anderen Belustigungen der Fastnachtzeit konkurrieren. 1430 wurde auf diese Weise mit dem im Schafferbuch verzeichneten Stück „Wie der Sperber der Göttin gegeben wurde“ das erste Wagenspiel in Lübeck aufgeführt.
Neben den öffentlichen Fastnachtspielen wurden aber in Lübeck ebenfalls, wenn auch nicht in vergleichbar großer Zahl wie in Nürnberg, die so genannten Einkehrspiele aufgeführt. So verzeichnet das Amtsbuch der Greveradenkompanie in den Jahren zwischen 1496 und 1532 mehrere Stubenspiele mit heiterem Inhalt. Diese wurden meist von Schülern, Lehrern oder Handwerkern vorgetragen.
Als Abschluss und sicherlich auch gesellschaftlicher Höhepunkt der Fastnachtfeierlichkeiten wurde ein Fackeltanz veranstaltet, wobei die Bruderschaften mit Fackeln und begleitet von Trommlern in einer Kette durch die Stadt zogen. An diesem Zug waren alle Bruderschaften, der Rat und die Bürgermeister beteiligt, präsentierten so der Lübecker Bevölkerung die Einheit der politischen, wirtschaftlichen und gesellschaftlichen Dominanz der Hansestadt und setzten sich großartig in Szene. Der Tanz endete mit einem Gelage im Ratskeller.

## Überlieferung
Obwohl bis auf das als Erbauungsschrift gedruckte Spiel von „Henselin oder der Suche nach der Rechtfertigkeit“ keine Originaltexte erhalten sind, lässt sich die reichhaltige Lübecker Fastnachtspieltradition aus anderen historischen Quellentexten nachweisen. Chroniken der Bruderschaften, Eintragungen in Ratsbüchern und Stadtrechnungen belegen ca. 150 Aufführungen. Die Spielskripte der Zirkelgesellschaft wurden wahrscheinlich 1535 bei Plünderungen während des Aufstands um den Kaufmann Jürgen Wullenwever als Besitztum der patrizischen Zirkler zerstört. Auch in anderen Städten mit einer Fastnachtspieltradition sind die Spieltexte weitestgehend zerstört bzw. verschwunden. Eine Ausnahme bildet hier die Stadt Nürnberg. Hier sind 108 Spieltexte in zwölf in Nürnberg und Augsburg aufbewahrten Handschriften erhalten. Weitere indirekte Belege finden sich auch hier in Ratserlassen.